# Margaret Singer
Margaret Thaler Singer (* 29. Juli 1921 in Denver, Colorado; † 23. November 2003 in Berkeley, Kalifornien, Vereinigte Staaten) war eine amerikanische klinische Psychologin und Hochschullehrerin. Sie war Professorin für Psychologie an der University of California, Berkeley, die sich auf die Aufdeckung von Kulten und Gehirnwäsche-Techniken totalitärer Gruppen, Organisationen und Einzelpersonen spezialisiert hatte und die auch für ihre Arbeit zur Schizophrenie bekannt war.

## Leben und Werk
Singer war die Tochter eines Ingenieurs und einer Sekretärin an einem Bundesgericht. Sie studierte an der University of Denver, wo sie ihren Bachelor-Abschluss und später einen Master-Abschluss in Sprachpathologie und Sonderpädagogik erhielt. 1943 promovierte sie in klinischer Psychologie. Anschließend arbeitete sie acht Jahre lang in der Abteilung für Psychiatrie der medizinischen Fakultät der University of Colorado.
1953 begann sie als Psychologin für das Walter Reed Army Institute of Research in Washington, D.C. zu arbeiten, wo sie sich auf die Untersuchung heimgekehrter Gefangener des Koreakriegs spezialisierte, die einer Gehirnwäsche unterzogen und dazu gebracht worden waren, sich dem Kommunismus zuzuwenden.
Singer arbeitete anschließend am National Institute of Mental Health, bei der US Air Force und am Massachusetts Institute of Technology und verlagerte ihren Schwerpunkt auf das Gebiet der Schizophrenie. In den späten 1950er Jahren zog sie nach Berkeley und wurde dort außerordentliche Professorin, als ihr Mann Jerome R. Singer an die Fakultät für Physik wechselte. Von 1964 bis 1991 war sie Professorin für Psychologie an der Universität von Kalifornien, Berkeley. Dort studierte sie die Sektenszene der 1960er und 1970er Jahre. Ihre Studie „Cults in Our Midst“, über Sekten aus dem Jahr 1995, überarbeitete sie später mit einer Analyse der Verbindung zwischen Sekten und Terrorismus.
Singer arbeitete mit ehemaligen Sektenmitgliedern und ihren Familien an der „Deprogrammierung“. Ihr erster aufsehenerregender Fall war der der Zeitungserbin Patricia Hearst, die von der Symbionese Liberation Army entführt wurde und an einem bewaffneten Raubüberfall beteiligt war. Singer interviewte Hearst nach ihrer Festnahme im Jahr 1975 ausführlich. Singer argumentierte, dass Hearst einer Gehirnwäsche unterzogen worden sei, aber der Staatsanwalt überzeugte einen Richter, Singers Schlussfolgerungen vor der Jury auszuschließen, da das Fachgebiet zu neu sei, als dass jemand als Sachverständiger in Frage käme. Dennoch wurde Singer schon bald von Staatsanwälten und anderen wegen ihres Fachwissens nachgefragt.
Im Laufe der Jahre interviewte sie mehr als 4000 Sektenmitglieder, darunter Charles Manson und viele seiner Anhänger. Sie assistierte bei über 200 Gerichtsverfahren und war darüber hinaus eine führende Autorität auf dem Gebiet der Schizophrenie und Familientherapie. Sie wurde oft von Anwälten als Sachverständige und von den Medien um Kommentare zu spektakulären Fällen gebeten, darunter zum Peoples Temple, zum Massenmord mit anschließendem Selbstmord in Jonestown in Guyana, zur Suche nach den Hillside Stranglers in Los Angeles und zu den Sekten Branch Davidians und Heaven’s Gate.
Singer war Mitglied mehrerer Redaktionsausschüsse und erhielt zahlreiche Stipendien. Sie war Präsidentin der American Psychosomatic Association und Vorstandsmitglied des Kaiser Foundation Research Institute Review Board und der American Family Foundation. Sie veröffentlichte mehr als 100 Artikel und war Co-Autorin von Cults in Our Midst und Crazy Therapies zusammen mit der langjährigen Mitarbeiterin Janja Lalich, einer Soziologin und ehemaligem Sektenmitglied. Für ihre Arbeit über Schizophrenie wurde sie zweimal für den Nobelpreis nominiert. Sie erhielt zahlreiche Auszeichnungen von Gruppen wie der American Psychiatric Association und der American Association for Marriage and Family Therapy.
Sie war mit dem Physiker Jerome R. Singer verheiratet, mit dem sie zwei Kinder bekam.
Singer starb 2003 im Alter von 82 Jahren an einer Lungenentzündung.

## Auszeichnungen
- 1966: Hofheimer-Preis für Forschung, American College of Psychiatrists
- 1976: Stanley R. Dean Award, American College of Psychiatrists[4]

## Veröffentlichungen (Auswahl)
- mit Janja Lalich, Robert Jay Lifton: Cults in Our Midst. Wiley, Jossey-Bass, 1996, ISBN 978-0-7879-0266-7.
- mit Janja Lalich: Crazy Therapies : What Are They? Do They Work? Jossey-Bass, 1996, ISBN 978-0-7879-0278-0.
- mit Janja Lalich: Sekten: Wie Menschen ihre Freiheit verlieren und wieder gewinnen können. Carl-Auer-Systeme Verlag, 1997, ISBN 978-3-89670-015-5.